# 凹鰭柄竺鯛
凹鰭柄竺鯛（學名：Vincentia novaehollandiae），為輻鰭魚綱鈎頭魚目天竺鯛科柄竺鲷屬下的一個種，分布於西南太平洋澳洲海域，為特有種，本魚體延長，長橢圓形，體稍側扁，頭大、眼大、口大且斜裂，頜齒細小，鋤骨和腭骨通常具齒，舌上無齒，前鰓蓋骨邊緣平滑，體被弱櫛鱗，體色棕色到橙棕色，有淺色和深色斑點，從眼睛下方到嘴後面有一條斜條紋，背鰭2個，尾鰭圓鈍，體長可達10公分，棲息珊瑚礁區，夜間活動，屬肉食性，繁殖期時，雄魚具有口孵習性，卵約7日化成仔魚，由雄魚吐出，具短暫的仔魚飄浮期，生活習性不明。